# Aragoto

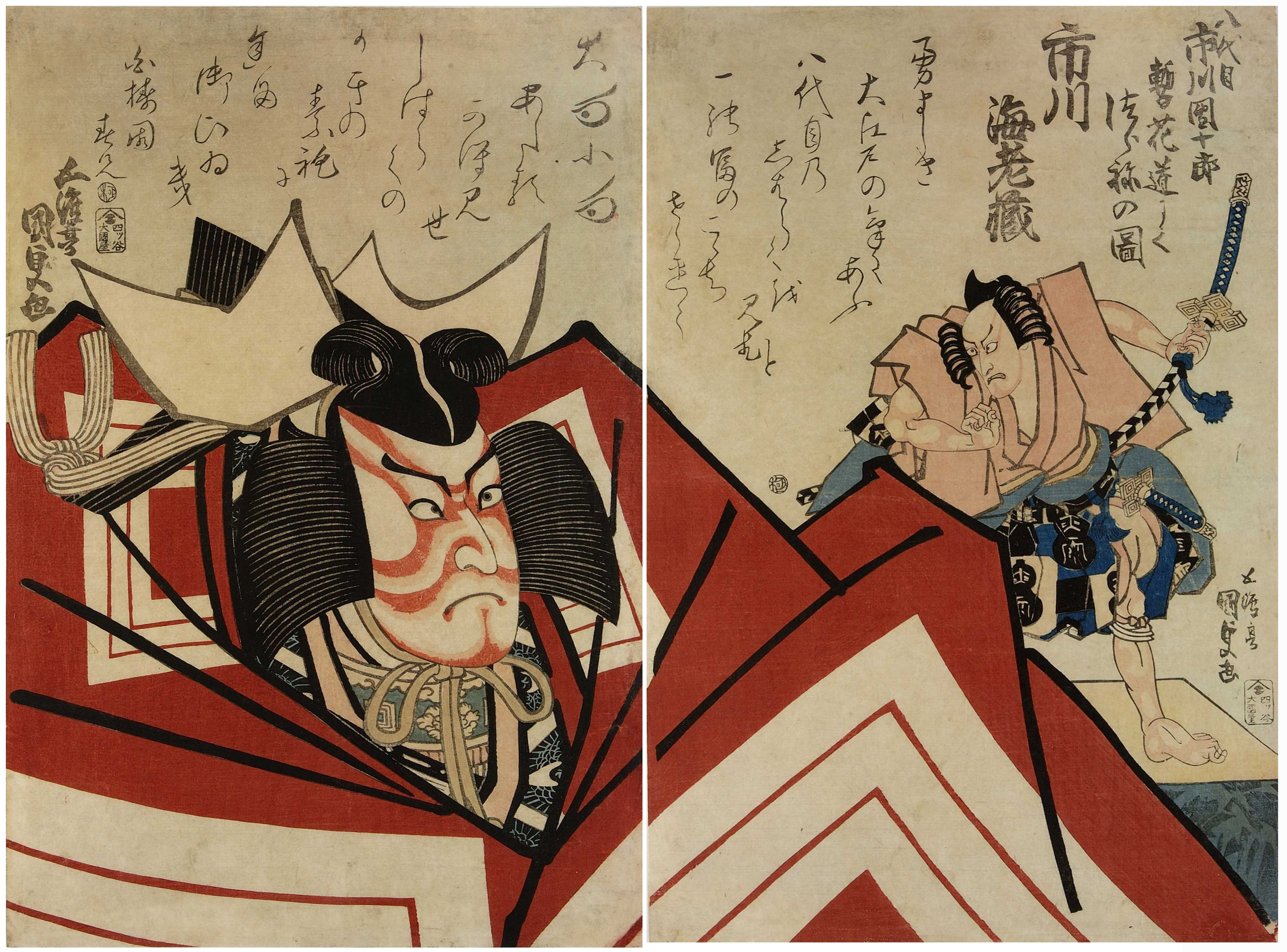
Ichikawa Danjūrō VIII nel ruolo di protagonista dell'opera Shibaraku, un ruolo da sempre rappresentato in stile aragoto, ritratto in una stampa ukiyo-e di Utagawa Kunisada.

L'aragoto (荒事?), ossia "stile rozzo", è uno stile di recitazione strettamente connesso al kabuki, un tipo di rappresentazione teatrale sorto in Giappone all'inizio del XVII secolo. Questo stile prevede l'utilizzo di kata, ossia movimenti preordinati e codificati, esagerati e dinamici e di un altrettanto esagerato tono di voce, amplificato naturalmente per mezzo di complesse tecniche. Spesso gli attori che recitano utilizzando questo stile indossano anche un pesante trucco rosso o blu (kumadori)  e sontuosi costumi opportunamente imbottiti e sovradimensionati. Tutto ciò al fine di trasformare il personaggio in un supereroe.
Ruoli tipicamente recitati utilizzando questo stile sono quelli dei protagonisti delle opere kabuki chiamate Sukeroku e Shibaraku. Lo stile aragoto è spesso contrapposto allo stile wagoto ("delicato"), che emerse più o meno nello stesso periodo ad opera di Sakata Tōjūrō I e che è utilizzato soprattutto nella rappresentazione di opere più naturalistiche.
Il termine aragoto è un'abbreviazione del termine aramushagoto, che letteralmente significa "stile del guerriero temerario".

## Storia
Questo stile fu creato e presentato in pubblico per la prima volta da Ichikawa Danjūrō I, un attore della regione di Edo, nel 1685 ed è poi stato incarnato anche dai suoi successori della linea degli Ichikawa Danjūrō (questo è il nome d'arte utilizzato da tutta una serie di attori di kabuki appartenenti alla famiglia Ichikawa). Circa la creazione di questo stile, Danjūrō sosteneva che esso contenesse una sfida alla classe governante dei samurai, e che poteva essere recitato solo da attori che non temevano neppure un daimyō.